# Hypselodelphys violacea
Hypselodelphys violacea är en strimbladsväxtart som först beskrevs av Henry Nicholas Ridley, och fick sitt nu gällande namn av Milne-redh. Hypselodelphys violacea ingår i släktet Hypselodelphys och familjen strimbladsväxter. Inga underarter finns listade.